# Eliot Matazo
Eliot Matazo (nascut el 15 de febrer de 2002) és un futbolista professional belga que juga com a migcampista a l'AS Mònaco.

## Carrera de club
Matazo va debutar professionalment amb l'AS Monaco el 27 de setembre de 2020 en un partit de la Ligue 1 contra l'RC Strasbourg. El 9 de maig de 2021, va marcar el seu primer gol a la Ligue 1 en la victòria fora de casa per 1-0 contra el Reims.
L'1 de febrer de 2024, Matazo va ser cedit pel Royal Antwerp fins al final de la temporada.

## Carrera internacional
Matazo va néixer a Bèlgica de pare malgaix congolès i mare keniana. És internacional juvenil per Bèlgica, després d'haver jugat amb els sub-21 de Bèlgica.